# Paulina Chojnacka
Paulina Chojnacka (ur. 27 lutego 1981 w Poznaniu) – polska siatkarka występująca na pozycji atakującej. Jest wychowanką klubu Energetyk Poznań. Była kapitan Piasta Szczecin. Po sezonie 2011/2012 zakończyła karierę reprezentując klub Zawisza Sulechów.

## Sukcesy
- 2010 – awans do I ligi kobiet z zespołem KS Piecobiogaz Murowana Goślina
- 2006 – powołanie na zgrupowanie kadry przez A. Niemczyka
- 2003 –  Wicemistrzostwo Polski z Danterem AZS AWF Poznań